# Triumph of a Heart
Singles de Björk
Who Is It
(2004) Earth Intruders
(2007)
Pistes de Medúlla
Miðvikudags
Triumph of a Heart est une chanson enregistrée par la chanteuse et compositrice islandaise Björk pour son cinquième album studio Medúlla. Elle est publiée comme second single de l'album le 28 février 2005 par One Little Indian Records. Écrite et produite par Björk, la chanson met en vedette le beatboxer Rahzel de The Roots, Gregory Purnhagen et le beatboxer japonais Dokaka. Les paroles de cette chanson, qui comprend des éléments de pop, de dance et de hip-hop, sont décrites comme une célébration du « fonctionnement de l'anatomie ».
Triumph of a Heart reçoit un accueil mitigé. Certains journalistes musicaux ont noté qu'il s'agissait d'une des seules chansons radiophoniques de Medúlla et qui concluait très bien l'album. D'autres ont qualifié le titre d'« erratique ». La chanson a connu un succès modéré dans les classements musicaux, atteignant le top 10 en Espagne ainsi que le top 40 en Italie et au Royaume-Uni. Le clip du morceau, réalisé par Spike Jonze, montre Björk, mariée à un chat domestique, sortant pour une soirée en ville. Le titre a également été inclus lors du Volta tour (2007-2008).

## Composition

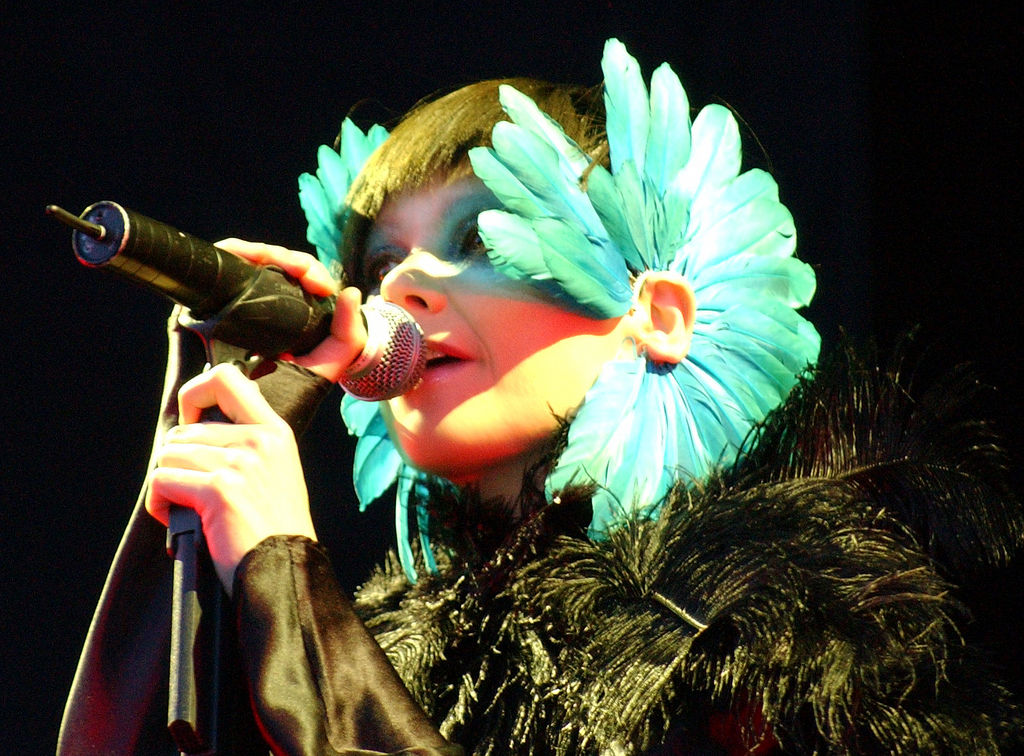
Björk en 2003 lors d'un concert en Allemagne.

Musicalement, Triumph of a Heart est une chanson avec des éléments pop, de dance et de hip-hop. Selon Michael Hubbard de MusicOMH, la chanson commence avec des « ballons qui se gonflent » et se poursuit avec une cacophonie séquencée de « meaows, mmmmms, parps, waaayaas et autres bruits de voix humaines qui s'entrechoquent comme autant de lutins dérangés qui laissent éclater leurs tensions dans le pays des lutins disco ». Triumph of a Heart comporte également des arrangements pour un chœur islandais et londonien, ainsi que des accroches provenant d'un « trombone humain » réalisé par le chanteur Gregory Purnhagen et les beatboxers Rahzel et Dokaka,. Sal Cinquemani de Slant Magazine déclare que le morceau « pourrait être décrit comme la « disco du futur », avec des voix humaines remplaçant la basse, les cuivres, la caisse claire et les synthétiseurs ». Dans la chanson, Björk « célèbre le fonctionnement de l'anatomie ». Dans une interview avec Radio X, elle déclare qu'en fait, les paroles ont « probablement juste [été écrite] pour célébrer le corps ; les cellules qui font des montagnes russes en haut et en bas de votre corps, dans le sang et dans les poumons ». Dans le magazine Interview, interrogée sur les paroles de la chanson, la chanteuse déclare :

« Je pense toujours que je dis quelque chose de très franc et direct. Au fil des ans, j'ai probablement pratiqué beaucoup de médecine alternative, comme l'acupuncture. Je suis probablement intéressée par les choses chinoises en général. Mais cette chanson parle de cela, je ne sais pas si vous comprenez, mais j'ai tendance à épuiser l'énergie de mes reins. C'est ma faiblesse. Et si vous enfoncez vos talons dans la terre, vous renvoyez l'énergie des reins. J'essayais donc d'avoir un couplet sur ce sujet, un couplet sur l'oxygène et un couplet sur les nerfs. »

## Réception

### Accueil critique
Dominique Leone, dans un article pour le magazine Pitchfork, déclare que ce morceau est l'un des seuls titres de l'album susceptible de passer à la radio. Chris Willman, du magazine Entertainment Weekly, déclare que Triumph of a Heart est « entraînante », « plus facile à écouter » que le reste de l'album et que, « cachée à la fin du disque », elle est comme une « récompense pour avoir réussi à passer les passages les plus difficiles ». Justin Petrone, du journal The Baltic Times, explique que la chanson est « aussi entraînante et pop que ses meilleurs titres, un véritable symbole du succès de l'album ». BBC Manchester dit que « le rythme percutant » du morceau « fait vibrer la colonne vertébrale ». Ann Powers, de Blender, recommande de télécharger le morceau. Mark Daniell, du site web Jam!, commente que Björk « enveloppe toutes les perceptions sensorielles dans des chansons haletantes et chargées de beatbox » comme Triumph of a Heart. David Buckley, de Mojo, déclare que « sur les 14 chansons de l'album, seules Who Is It et Triumph of a Heart pourraient être qualifiées de radiophoniques ». Bien que le magazine People ait donné une critique négative à Medúlla, il recommande de télécharger le titre. Le site web The Milk Factory note que la chanson contient des références à la période plus pop de Björk, « habilement intégrées dans le modèle non conventionnel de Medúlla ». Heather Phares, d'AllMusic, déclare qu'il y a « quelque chose de simiesque dans le babillage joyeux et les rythmes de Dokaka » sur Triumph of a Heart.
Matthew Gasteiser, du magazine Prefix, explique que Triumph of a Heart clôt l'album avec une « performance impressionnante » de Dokaka, qui « contribue à créer un rythme dance accompagné d'une trompette qui aurait pu parfaitement s'intégrer à l'album Debut de 1993 » et que comme pour Who Is It, il s'agit d'un « excellent ajout » à son catalogue. Mais il note que « les deux semblent être dépourvus d'instruments simplement pour servir le concept. Heureusement, Björk les a arrangés comme des pivots, maintenant ensemble les fils émotionnels de l'album ». Dom Sinacola, du site web Coke Machine Glow, pense que le morceau réunit « une ménagerie épurée de guest stars, avec Dokaka, Rahzel et un peu de Schlomo pour un boogie disco revisité. Björk répond avec une sorte d'hymne final à couper le souffle, qui se termine dans un souffle ». Bien qu'il l'ait qualifié d'« abrupt et essoufflé », il estime que la chanson était « simplement incomplète ». Selon Spence D. d'IGN, Triumph of a Heart est « le morceau le plus erratique et le plus excentrique de tout l'album ». Alors que le « trombone humain » de Gregory Purnhagen « s'entremêle avec les acrobaties verbales du beatbox de Rahzel et Dokaka », il crée un « étrange mélange culturel entre musique dance qui fait bouger la tête et cacophonie pop féérique ». Brent DiCrescenzo, du magazine Time Out, classe Triumph of a Heart à la sixième place des « 11 meilleures chansons de Björk », la qualifiant de « brillante » en précisant que « cette dernière chanson de l'album est l'opposé ludique du stress ».

### Accueil commercial
Au Royaume-Uni, Triumph of a Heart atteint la 31e place du UK Singles Chart lors de l'édition du 6 mars 2005 et, en 2020, reste son dernier succès dans le Top 40 britannique. La chanson démarre à la 45e place en Italie le 17 mars, avant d'atteindre la 33e place la semaine suivante. En France, Triumph of a Heart débute à la 63e place, passe quatre autres semaines dans le classement avant de disparaître. Elle a beaucoup de succès en Espagne, où elle commence à la 7e place de l'édition du 6 mars 2005 avant d'atteindre la 6e place.

## Clip vidéo

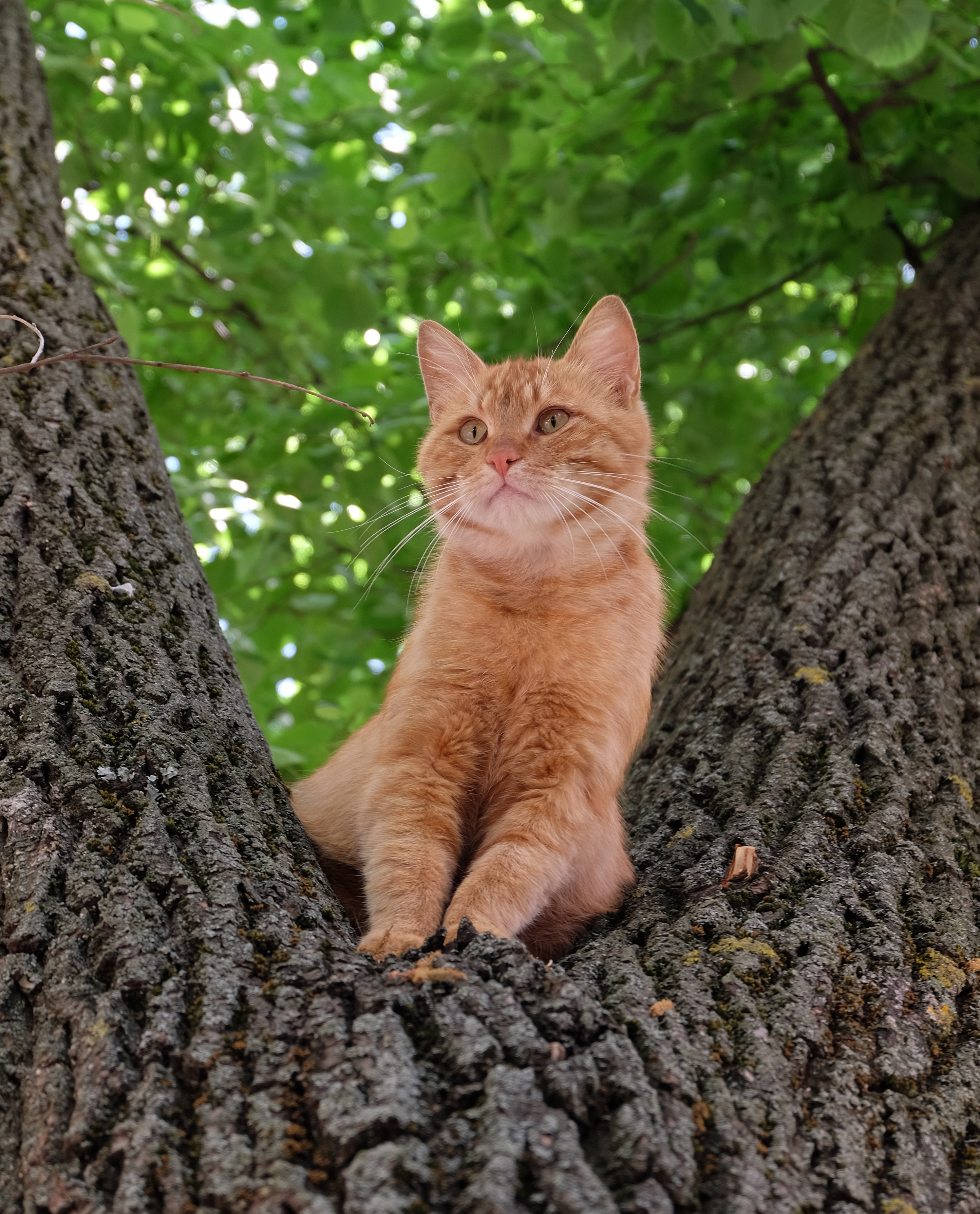
Dans le clip de Triumph of a Heart, Björk est mariée à un chat.

Le clip de Triumph of a Heart est réalisé par Spike Jonze, qui a réalisé, par le passé, les clips de It's Oh So Quiet et It's in Our Hands. Il est tourné en août 2004 à Reykjavik, en Islande, ville natale de Björk. Le clip est diffusé pour la première fois le 21 janvier 2005 sur le site officiel de la chanteuse. Dans le clip, Björk, lassée de son mari, joué par un chat, sort en trombe de leur maison pour aller à une soirée en ville. Elle se rend dans un pub où elle boit un verre et passe du temps avec des amis. Puis, elle se rend aux toilettes et la chanson s'arrête. Les habitants, dont Dokaka, se mettent à faire du beatbox et du bruit. De retour, Björk rejoint l'équipe pour une interprétation spéciale du morceau enregistré pour le clip avec des samples de l'« Audition Mix ».
Ils sortent du pub et Björk traverse la ville en courant, ivre, jusqu'à tomber. Plus tard, elle se réveille sur la route, le corps couvert d'égratignures et de bleus. La blessure au front est survenue pendant le tournage. Elle se relève et continue de chanter, des cœurs jaillissant de sa bouche. Le mari-chat aperçoit les cœurs depuis chez lui et découvre où se trouve Björk. Il la récupère en voiture et ils rentrent chez eux. Une fois rentrés, ils s'embrassent et dansent jusqu'à la fin de la chanson. Le tournage du clip est relaté dans un bonus figurant sur le DVD The Medúlla Videos (2005), consacré aux auditions des clients du bar qui devaient reproduire les bruitages et les effets sonores nécessaires à la chanson.
L'image du chat en costume lisant un journal est devenue un mème populaire sur Internet, connu sous le nom I Should Buy A Boat.
Le clip est bien accueilli par la critique. Il est classé deuxième du classement des « 10 meilleurs clips de Björk » par David Ehrlich du magazine Time Out, qui déclare : « On a vraiment l'impression d'être dans le meilleur clip jamais réalisé », ajoutant que la fin du clip montre que « Björk est une femme indépendante, mais c'est toujours agréable d'avoir quelqu'un avec qui danser au petit-déjeuner ». Le clip est également classé à la 50e place du classement des « 50 meilleurs clips des années 2000 » par Slant Magazine, Ed Gonzalez commentant : « C'est bien plus qu'une simple collection hilarante de gags visuels ». Le même magazine l'a classé septième meilleur clip de Björk.

## Performance live
Triumph of a Heart est jouée pour la première fois le 20 avril 2008 lors du Volta tour à l'Hammersmith Apollo de Londres ; elle est également ajoutée aux setlists d'autres concerts de la tournée.

## Liste des pistes
| - CD single 2 titre au Royaume-Uni 1. Triumph of a Heart (Radio Edit) – 3:00 2. Desired Constellation (Ben Frost's School of Emotional Engineering Mix) – 5:54 - CD maxi-single au Royaume-Uni 1. Triumph of a Heart (Audition Mix) – 4:17 2. Vökuró (Gonzales VV Mix) – 4:18 3. Mouth's Cradle (Mouth Recomposed by Ensemble) – 4:11 - CD maxi-single en Europe 1. Triumph of a Heart (Audition Mix) – 4:17 2. Vökuró (Gonzales VV Mix) – 4:18 3. Mouth's Cradle (Mouth Recomposed by Ensemble) – 4:11 4. Desired Constellation (Ben Frost's School of Emotional Engineering Mix) – 5:54 5. Triumph of a Heart (Radio Edit) – 3:00 | - DVD single en Europe au Royaume-Uni 1. Triumph of a Heart) (Video) – 5:22 2. Oceania (Piano & Vocal) – 2:59 3. Desired Constellation (Choir Mix) – 5:55 |  |

## Crédits
- Björk – chant, écriture, composition, productrice, arrangement, programmation, basse synthétisée
- Dokaka – beatboxing
- Rahzel – beatboxing
- Mark Bell – programmation
- Gregory Purnhagen – trombone humain
- Valgeir Sigurðsson – programmation
- Mark "Spike" Stent – mixage

## Classements
| Classement (2005)              | Meilleure position position |
| ------------------------------ | --------------------------- |
| Écosse (OCC)                   | 43                          |
| Espagne (PROMUSICAE)           | 6                           |
| France (SNEP)                  | 63                          |
| Italie (FIMI)                  | 33                          |
| Royaume-Uni (UK Singles Chart) | 31                          |